# Camaridium alfaroi
Camaridium alfaroi är en orkidéart som först beskrevs av Oakes Ames och Charles Schweinfurth, och fick sitt nu gällande namn av Mario Alberto Blanco. Camaridium alfaroi ingår i släktet Camaridium och familjen orkidéer.
Artens utbredningsområde är Costa Rica. Inga underarter finns listade i Catalogue of Life.